# おひつじ座イオタ星
おひつじ座ι星（おひつじざイオタせい、ι Arietis、ι Ari）は、おひつじ座にある連星系である。見かけの等級は5.09と、肉眼でかろうじてみえる明るさである。ヒッパルコス衛星が測定した年周視差を基に、太陽系からの距離を計算すると、およそ520光年となる。

## 星系
おひつじ座ι星は、1922年にリック天文台のキャンベルによって、視線速度が変化していることが報告され、その後リック天文台で継続的に視線速度が測定された結果、ケプラー運動を示す視線速度曲線が得られ、軌道要素も精度良く求まり、分光連星であることが明らかになった。公転周期は約1,568日、軌道離心率は0.36と推定されている。主星と伴星は、スペックル干渉法を用いても分離できていないが、月による掩蔽を利用した推定では、接触方向に離角0.01秒と求められた

## 特徴
おひつじ座ι星のスペクトル型は、K1pとされている。化学特異星であり、スペクトルの特徴としては、水素及び波長4290Åの吸収線は輝巨星並の強さである一方、CN吸収帯は辛うじて巨星といえる程度の強さで、ストロンチウムイオンの吸収は更に強くない、ということが挙げられる。恒星の色からは、主系列星であると推定されるが、距離がわかってくると、絶対等級が主系列ではありえない明るさであることが示された。この矛盾の原因の一つは、おひつじ座ι星が分光連星であることにあるとみられる。主星と伴星の等級差が、例えば輝星星表では1等級と記載されており、それだと伴星は、質量が太陽の2.8倍程度のA型主系列星と見積もられる。一方で、連星の相手の星は白色矮星ではないかという意見もある。K型星の方は、質量が太陽の3.2倍程度、半径が太陽の20倍程度、表面温度は5,000K程度の巨星とみられる。